# Леонидас, Димитри
Дими́три Леони́дас (греч. Δημήτρης Λεωνίδας, англ. Dimitri Leonidas; род. 14 ноября 1987, Брент, Лондон) — английский актёр греко-британского происхождения, известный своими ролями в телесериалах «Грэндж Хилл», «Синдбад» и «Обречённые на славу».

## Биография
Димитри Леонидас родился 14 ноября 1987 года в лондонском районе Брент (Англия) в семье грека-киприота и британки с валлийскими и английскими корнями. У него есть три сестры: старшая Стефани Леонидас и младшая Джорджина Леонидас, обе актрисы, и Хелена Леонидас, которая работает учителем. Его младшая сестра Джорджина играла роль Кэти Белл в фильме «Гарри Поттер и Принц-полукровка». Проживает в районе Уэмбли.

## Карьера
Димитри Леонидас впервые появился на телевидении в 2001 году, единственный раз сыграв роль Росса в 32 эпизоде («Герои и Злодеи») 15 сезона медицинской драмы «Катастрофа». В том же году, вскоре после появления в «Катастрофе», он получил роль Джоша Ирвина в сериале BBC «Грэндж Хилл», которую играл в течение 4-х лет (до 2004 года). Леонидас также сыграл две разные роли в телесериале «Чисто английское убийство»: Джоша Харви в 2002 году, а затем Райана Грэйвса в 2005 году. В 2007 году он появился в качестве Майка Эндрюса в одном из эпизодов («Химия») телесериала «Врачи», и в том же году в сериале «Холби Сити». В 2008 году Леонидас сыграл роль Скотта Вайта в 1 эпизоде («История Скотта») 3 сезона телесериала/документальной драмы «Злоключения за границей».
В 2009 году Леонидас снялся в фильме ужасов/слэшере «Истерзанный», в котором он появился с Алексом Петтифером, Джорджией Кинг и звёздами драматического телесериала «Молокососы» Эйприл Пирсон и Лариссой Уилсон. Его герой Алексис — один из самых популярных парней в школе, который вместе со своими друзьями-садистами запугивает одноклассника до самоубийства.
В 2010 году снялся в художественном фильме Нила Маршалла «Центурион». В 2011 году появился в роли Хови Спрагга в 11 эпизоде («Комплекс Бога») 6 сезона телесериала «Доктор Кто».
В 2014 году Леонидас снялся в американском фильме «Охотники за сокровищами» с актёрами Джорджем Клуни, Мэттом Деймоном и Кейт Бланшетт. Исполнение Леонидасом роли Сэма Эпштайна в этом фильме было удостоено попадания в список «Британских „звёзд“ завтрашнего дня» 2013 года престижного журнала Screen International. В этом же году совместно с мексиканским актёром Гаэлем Гарсиа Берналем сыграл в режиссёрском дебюте Джона Стюарта американской биографической драме «Розовая вода». С 2017 по 2019 год он сыграл роль Христоса Клиоса в телесериале «Ривьера».

## Фильмография
| Год         | Фильм/Телесериал          | Роль           |
| ----------- | ------------------------- | -------------- |
| 2017        | Ривьера                   | Христос Клиос  |
| 2017        | Озеро                     |                |
| 2014        | Розовая вода              | Давуд          |
| 2014        | Охотники за сокровищами   | Сэм Эпштайн    |
| 2012        | Синдбад                   | Анвар          |
| 2011        | Доктор Кто                | Хови Спрагг    |
| 2011        | Виртуозы                  | Помощник Дона  |
| 2010        | Центурион                 | Леонид         |
| 2009        | Истерзанный               | Алекс          |
| 2008        | Злоключения за границей   | Скотт Вайт     |
| 2007        | Врачи                     | Майк Эндрюс    |
| 2007        | Холби Сити                | Джез Паттерсон |
| 2005        | Чисто английское убийство | Райан Гривз    |
| 2002        | Чисто английское убийство | Джош Харви     |
| 2001 – 2004 | Грэндж Хилл               | Джош Ирвин     |
| 2001        | Катастрофа                | Росс           |